# استرپتوکوک میتیس
استرپتوکوک میتیس (Streptococcus mitis)، گونه‌ای آلفا همولیتیک و مزوفیل از استرپتوکوک‌ها است که در دهان زندگی می‌کند. این باکتری، بی هوازی اختیاری و کاتالاز منفی است. استرپتوکوک میتیس می‌تواند موجب اندوکاردیت شود.